# Sitolobium solidum
Sitolobium solidum là một loài dương xỉ trong họ Dennstaedtiaceae. Loài này được Lodd. mô tả khoa học đầu tiên năm 1849.
Danh pháp khoa học của loài này chưa được làm sáng tỏ. 